# Ver de Pompéi
Alvinella pompejana
Espèce
Le ver de Pompéi (Alvinella pompejana) est une espèce d'annélide polychète rencontré seulement près des cheminées hydrothermales dans l’océan Pacifique vers 2 500 mètres de profondeur. Il vit dans un tube qu'il construit, en symbiose avec des bactéries filamenteuses.
Découvert en 1979 par des chercheurs français, le ver de Pompéi présente une thermotolérance exceptionnelle pour un eucaryote (de 20 à plus de 80 °C chez l’adulte), et peut être qualifié d’extrémophile. C'est l'animal connu le plus résistant à la chaleur.

## Description
Le ver de Pompéi est un organisme à symétrie bilatérale. Il possède un système nerveux central et un cerveau. Contrairement aux vers tubiformes trouvés sur les sources hydrothermales, il possède un système digestif composé d'une bouche, d'un tube digestif et d'un anus.

Métabolisme : Il consomme de l'oxygène et libère du CO2. Comme tous les invertébrés, il est dépourvu de squelette interne. Il se protège dans un tube constitué de minéraux prélevés dans son environnement.

Mesurant jusqu'à 15 cm de longueur, il est rouge vif sur la face ventrale, et porte dorsalement de long filaments gris-cendré à bleutés qui sont des colonies de bactéries filamenteuses vivant en symbiose avec le ver ; La signification fonctionnelle de cette épisymbiose reste assez énigmatique.

## Écologie
Il vit dans des tubes calcifiés blancs construits sur les parois de cheminées hydrothermales (peut-être par ses bactéries symbiotes).
Sa  tête est orientée vers l'extérieur, et sort du tube en épanouissant un système branchial pour respirer, du côté où l'eau plus fraiche et plus oxygénée est animée par les courants de convection créés par la source chaude. Sa queue peut être en contact avec des températures atteignant 80 °C. On suppose qu'il dispose d'un système particulièrement efficace de dissipation de la chaleur.
Reproduction : Les sexes mâles et femelles sont généralement séparés dans le phylum des Annélides (l'hermaphrodisme existe, mais est rare). La reproduction peut être sexuelle (fusion du sperme et d'ovules) ou asexuée (bourgeonnement).

Selon les observations disponibles, les femelles du ver de Pompéi produisent environ 60 000 œufs. En laboratoire, les embryons se montrent capables de stopper leur développement dans l'eau froide, pour le reprendre quand ils trouvent une eau assez chaude pour indiquer la présence d'une source chaude.

## Habitat et aire de répartition
Alvinella pompejana est une espèce de plaine abyssale qui n'a été observée qu'au niveau des sources hydrothermales des dorsales du Pacifique oriental (ou East Pacific Rise = EPR). Sous réserve d'autres découvertes, il semble donc être endémique.

## Classification
Les vers de Pompéi appartiennent à la famille des Alvinellidae.

Le nom du genre Alvinella dérive de celui du submersible DSV Alvin utilisé lors de la découverte des cheminées hydrothermales, et de la faune qui leur est associé, à la fin des années 1970. Le ver de Pompéi doit son nom à la cité romaine de Pompéi détruite lors de l’éruption du Vésuve en 79. En effet, le ver vit sur la paroi des cheminées actives où il sécrète ses tubes organiques, à une température relativement élevée, et sous une pluie de cendres.